# 吉田純 (社会学者)
吉田 純（よしだ じゅん、1959年 - ）は、日本の社会学者。京都大学大学院人間・環境学研究科教授であり、京都大学高等教育研究開発推進センター教授。専門は情報社会論。主にハーバーマス、ギデンズ、ルーマンなどの社会理論を用いて、情報社会における「規範」「コミュニケーション」「監視」「リスク」などの諸問題を焦点に充てている。大阪市生まれ。

## 経歴
- 1984年 3月 - 京都大学教育学部卒業
- 1990年
  - 9月 - 京都大学大学院文学研究科博士後期課程退学
  - 10月 - 京都大学文学部助手（2001年3月まで）
- 2000年3月 - 京都大学博士（文学）
- 2001年4月 - 京都大学総合人間学部助教授
- 2002年4月 - 京都大学大学院人間・環境学研究科助教授
- 2004年4月
  - 京都大学高等教育研究開発推進センター教授
  - 京都大学大学院人間・環境学研究科教授

## 業績

### 主著
- 『インターネット空間の社会学――情報ネットワーク社会と公共圏』、世界思想社、2000年

### 共著
- 『情報秩序の構築』(社会情報学への接近 3)、伊藤守・林利隆・正村俊之編 、早稲田大学出版部、2004年
- 『情報』 (応用倫理学講義 3)水谷雅彦編 、岩波書店、2005年

### 論文
- 「情報公共圏論の再検討――アーレントの公共性論を手がかりとした試論――」、早稲田社会学会『社会学年誌』46号、2005年
- 「公共圏としてのインーネット--<仮想社会>と<現実社会>の相互浸透をめぐって」、『社会情報学研究』、1997年3月

## 受賞歴
- 2001年 - 財団法人電気通信普及財団 電気通信普及財団賞 第16回テレコム社会科学賞（『インターネット空間の社会学』）
- 2001年 - 日本社会情報学会 (JSIS) 日本社会情報学会研究奨励賞（『公共圏としてのインターネット』）

## 研究内容
大学院では社会学を専攻するも、社会学プロパーとの齟齬を感じ、フランクフルト学派の社会思想に関心を抱く。その当時は、主にアドルノからハーバーマスにいたる「近代（モデルネ）」の思想に傾倒していた。また、1990年前後から、趣味としてパソコン通信に参加するようになると同時に、自身もBBSを運営するようになる（「WITH-NET」）。その後、私的関心に留まっていた「パソコン通信・インターネット」は、やがて学問的関心にも飛び火するようになり、1999年に京都大学大学院文学研究科の博士論文「情報ネットワーク社会と公共圏――インターネット空間への社会学的アプローチ」を執筆する。
それ以降は、情報ネットワーク社会の進展に伴う社会構造的変動を理論的に検討するようになる。初期の関心は、もっぱらハーバーマスの公共圏概念を基に、インターネット空間内に民主主義的な意思決定の場としての公共圏の形成の成否に関するものであった。そこでは、情報社会論における「モダン・アプローチ」の批判的継承という立場から、インターネット空間をモダン的現象・ポストモダン的現象の双方が立ち現れるアンビヴァレントな空間として理論化を進めた。その後、ハーバーマスと比較的近いコミュニケーション論・公共性論を展開するハンナ・アーレント、近代社会を再帰的近代（第二の近代）として捉えるギデンズ、近代社会の様態をコミュニケーション・システムの分化として捉えるルーマンなどを援用しながら、情報ネットワーク社会の総合的な社会理論を模索している。特に近年は、情報社会における「リスク」のあり方、また情報社会における新たな「監視」の様態の出現を分析している。

## 趣味・嗜好
趣味は幅広く、多方面に関心を向けている。なかでも中島みゆきの大ファンであり、彼女に関する発言も積極的に行っている。また鉄道や軍事についても造詣が深く、日本古代史にも精通している。

## 教育
いち早く授業にインターネットを導入し、積極的に活用している。授業で使用される資料の電子共有化はもちろん、授業アサインメントやコメントもインターネット上で受け付けている。また、授業中にツイッター形式で質問やコメントを受けるシステムを試験的に導入し、ブラッシュアップを図っている。授業担当は主に、社会学基礎論と情報社会論。授業の資料としてアニメ動画など、多彩な素材を活用している。